# Якино, Анджело
А́нджело Яки́но (итал. Angelo Iachino; 4 апреля 1889, Сан-Ремо — 3 декабря 1976, Рим) — итальянский адмирал Королевских ВМС Италии и флота республики, участник Первой и Второй мировых войн, Командующий итальянским флотом.

## Биография
Анджело Якино родился 4 апреля 1889 года в Сан-Ремо в Лигурии в семье учителя средней школы.
Военную службу начал в 1904 году, поступив в Королевскую Военно-морскую академию в Ливорно. После завершения обучения в 1907 году с одновременным присвоением воинского звания «мичман« получил назначение на флот.
Во время итало-турецкой войны молодой офицер сражался в Ливии против османского флота.
На момент вступления Итальянского королевства в Первую мировую войну на стороне Антанты, старший лейтенант Анджело Якино проходил службу на линкоре «Джулио Чезаре». В июле 1917 года назначен командиром миноносца 66PN, во главе которого он отличился в различных боях и походах. В ночь с 31 октября на 1 ноября 1918 года участвовал в диверсионной операции итальянских боевых пловцов по потоплению австрийского линкора «Вирибус Унитис».
После завершения боевых действий мировой войны продолжил службу в Королевском флоте. С 1923 по 1928 г. служил военно-морским атташе посольства Италии в Тяньцзине, в Китае. В 1928 году Анджело Якино принял под командование канонерскую лодку «Ermanno Carlotto», а впоследствии был назначен командиром крейсера «Армандо Диас».
Во времена Гражданской войны в Испании капитан Анджело Якино возглавлял две группы лёгких надводных сил.
В апреле 1939 года участвовал в оккупации Италией Албании.
Анджело Якино быстро поднялся по служебной лестнице, став первым командиром Военно-морской академии, а уже в 1940 году получил под своё командование вторую эскадру надводных сил, в которой состояли новейшие итальянские тяжёлые крейсера.
27 ноября 1940 года адмирал эскадры возглавлял свою эскадру в битве у мыса Спартивенто.
9 декабря 1940 года он сменил вице-адмирала Иниджо Кампионе в должности командующего надводными силами Королевских ВМС.
После битвы у мыса Матапан, в которой Итальянский флот потерял 3 тяжёлых крейсера и 2 эсминца потопленными, а новейший линкор «Витторио Венето» получил тяжёлые повреждения, на адмирала Анджело Якино обрушилась волна обвинений в некомпетентности и неспособности управлять военно-морскими силами. Однако, несмотря на всю критику, его оставили в должности, и во главе итальянского флота адмирал Якино сражался далее против британских сил. Флот под командованием Анджело Якино участвовал в Первой (декабрь 1941 года) и Второй битвах в заливе Сирт (март 1942 года), противодействовал операции «Вигорес» (июнь 1942 года).
5 апреля 1943 года адмирал эскадры Анджело Якино был отстранён от исполнения обязанностей командующего флотом Италии, на этом посту его сменил Карло Бергамини. 6 апреля 1943 года Анджело Якино получил высшее звание полного адмирала и продолжил службу на второстепенных должностях итальянских вооружённых сил.
После капитуляции Италии в войне в сентябре 1943 года, Анджело Якино перешёл на сторону союзников.
После окончания Второй мировой войны он продолжал военную службу до 1954 года, когда вышел в отставку.
Занимался общественной деятельностью, публиковал воспоминания о событиях мировой войны на Средиземноморье. Умер 3 декабря 1976 года в Риме в возрасте 87 лет.

## Звания
- гардемарин — 1904 год
- мичман — 1 декабря 1907 года
- лейтенант — 15 мая 1910 года
- старший лейтенант — 1 мая 1914 года
- капитан 3-го ранга
- капитан 2-го ранга — 1 января 1926 года
- капитан 1-го ранга — 22 февраля 1932 года
- контр-адмирал — 17 августа 1936 года
- дивизионный адмирал — 1 января 1938 года
- адмирал эскадры — 16 сентября 1939 года
- вице-адмирал — 6 апреля 1942 года
- адмирал — 6 апреля 1943 года